# Víťazoslav Moric
Víťazoslav Moric, uváděn též jako Víťazoslav Móric (* 2. dubna 1946), je slovenský politik, po sametové revoluci československý poslanec Sněmovny národů a Sněmovny lidu Federálního shromáždění a předseda Slovenské národní strany, v 90. letech poslanec Národní rady SR, později předseda strany Obyčajní ľudia (dnes Domov – národná strana.

## Biografie
Na ustavujícím sněmu Slovenské národní strany v Žilině 19. května 1990 byl zvolen předsedou SNS. Předsednický post zastával do března 1991. V rámci strany představoval radikální proud, i když v prvních měsících existence strany SNS oficiálně nenastolila požadavek samostatného státu, pouze předpokládala velmi volný česko-slovenský svazek. Jeho odchod z čela strany a nástup Jozefa Prokeše měl pak stranu posunout ke konstruktivnější roli v politice. I nadále ale zůstal Moric významným politikem SNS.
Ve volbách roku 1990 zasedl za SNS do slovenské části Sněmovny národů (volební obvod Středoslovenský kraj). Ve volbách roku 1992 přešel do Sněmovny lidu. Ve Federálním shromáždění setrval do zániku Československa v prosinci 1992.
V parlamentních volbách na Slovensku roku 1994 byl zvolen poslancem Národní rady Slovenské republiky za SNS. Mandát obhájil v parlamentních volbách na Slovensku roku 1998 a v parlamentu zasedal do konce funkčního období, tedy do roku 2002. V roce 1998 mu byl udělen Řád Andreje Hlinky. V září 2000 ho parlament zbavil imunity. Byl tehdy vyšetřován pro podezření, zda jeho výroky na adresu Romů nebyly podněcováním rasové nesnášenlivosti.
V roce 2005 se rozešel se SNS a založil novou stranu Slovenská národná koalícia – Slovenská vzájomnosť. Za ní kandidoval neúspěšně v parlamentních volbách na Slovensku roku 2006. Uváděn byl jako podnikatel, bytem Martin. V roce 2010 byl zmiňován jako podnikatel a majitel firmy ŽOS Vrútky, která spolupracovala se státem.
V roce 2011 přejmenoval svou politickou stranu na Obyčajní ľudia, kdy šlo o krok proti poslanici Igoru Matovičovi. Slovenská média uváděla, že Moric ve skutečnosti svou stranu rozvíjet nehodlá a mělo jít jen o takticky krok. Matovičova strana vzniklá z občanského sdružení Obyčajní ľudia nakonec přijala název OBYČAJNÍ ĽUDIA a nezávislé osobnosti a později se přejmenovala na Slovensko. Moricova strana se v roce 2022 přejmenovala na Domov – národná strana a její předsednictví převzal Pavol Slota.